# Лука Бойко
Блаженний Лука Бойко (1852, с. Зачопки, Холмщина — Пратулин, Холмщина) — український селянин, один із 13 пратулинських мучеників

## Життя
Народився у 1852 році в селі Зачопки, розташованого за 2 км від Пратулина в сім'ї Дмитра та Анастасії Бойків. Жив у селі Луги, де обробляв землю. Був релігійною людиною з м'яким характером. Неодружений. На його виховання значний вплив мав Данило Кармаш. Перед приходом російських солдатів ходив переконувати пратулинців у необхідності оборони церкви.

## Мучеництво
24 січня 1874 року 22-річний Лука був серед греко-католицької громади Пратулина, яка намагалась не допустити передачі свого храму православному священику, що прийшов у супроводі сотні солдат. Коли стало ясно, що прислані війська готуються до розстрілу, Лука, за вказівкою Данила Кармаша, став бити в дзвони, після чого люди почали співати релігійну пісню. Був вбитий відразу на місці одним з перших, куля влучила в його голову коло дверей церкви. Похований царськими солдатами в спільній могилі з іншими жертвами без участі близьких.
6 жовтня 1996 року в Римі, папа Іван-Павло II урочисто причислив його до лику блаженних.

## Джерело
- Пратулинські мученики [Архівовано 4 квітня 2014 у Wayback Machine.]